# Castruccio Bonamici
Castruccio Bonamici (Lucca, 1710 – 1761) è stato un letterato italiano.
Soldato di Carlo III di Napoli, Partecipò alla battaglia di Velletri (1744), narrando poi l'avvenimento nel De rebus ad Velitras gestis (1746). Narrò poi la guerra che seguì sino al 1748 (Commentariorum de Bello Italico libri, 1750-51), glorificando nel III libro, acerrimo nemico quale egli era dell'Impero d'Austria, l'eroismo dei Genovesi. Pietro Giordani diceva del De Bello Italico che "è cosa grande, degna de' secoli antichi", e chiamava Castruccio "eccellentissimo e agli ottimi somigliantissimo" (Op., II, 364).